# Ron Kiefel
Ron Kiefel (Denver, 11 april 1960) is een voormalig Amerikaans wielrenner.

## Carrière
Twee jaar voordat Kiefel de overstap maakte naar de profs werd hij Amerikaans kampioen tijdrijden, in 1983. Daarnaast won hij in totaal zeven etappes in de Coors Classic, waarvan vier prologen. Zijn grootste zege behaalde hij in zijn eerste profjaar, bij 7 Eleven in 1985. Hij won de vijftiende etappe, van l'Aquila naar Perugia, in de Ronde van Italië voor Gerrie Knetemann en Francesco Moser.

## Overwinningen
1983
 Amerikaans kampioen tijdrijden, elite
Proloog en 10e etappe Coors Classic
1984
Proloog Coors Classic
1985
Trofeo Laigueglia
15e etappe Ronde van Italië
Proloog Coors Classic
1986
Proloog en 13e etappe Coors Classic
1988
Ronde van Toscane
12e etappe Coors Classic
1989
10e etappe Tour de Trump
1990
1e etappe Internationaal Wegcriterium
1992
1e etappe Ronde van Luxemburg
1993
7e etappe Tour DuPont

## Resultaten in voornaamste wedstrijden
| Jaar | Ronde van Italië | Ronde van Frankrijk | Ronde van Spanje |
| ---- | ---------------- | ------------------- | ---------------- |
| 1985 | 60e (1)          |                     |                  |
| 1986 |                  | 96e                 |                  |
| 1987 |                  | 82e                 |                  |
| 1988 | 62e              | 69e                 |                  |
| 1989 | 102e             | 73e                 |                  |
| 1990 |                  | 83e                 |                  |
| 1991 |                  | 138e                |                  |
| 1992 |                  | opgave              |                  |

| Jaar | Milaan-San Remo | Gent-Wevelgem | Amstel Gold Race | Luik-Bast.‑Luik | Ronde van Lombardije | Waalse Pijl |  | WK op de weg |  | Wereldranglijsten |
| ---- | --------------- | ------------- | ---------------- | --------------- | -------------------- | ----------- |  | ------------ |  | ----------------- |
| 1985 |                 |               |                  |                 |                      |             |  | 22e          |  |                   |
| 1986 | 14e             | 48e           |                  |                 |                      |             |  | 79e          |  |                   |
| 1987 |                 |               |                  |                 |                      |             |  | 25e          |  |                   |
| 1988 | 42e             | Brons         | 40e              |                 |                      | 49e         |  | 16e          |  | 30e (UWB)         |
| 1989 | 80e             |               |                  |                 | 33e                  | 49e         |  |              |  |                   |
| 1990 |                 |               | 61e              | 45e             | 58e                  | 7e          |  |              |  |                   |
| 1991 | 39e             |               |                  |                 |                      |             |  |              |  |                   |
| 1992 | 43e             |               |                  |                 |                      |             |  |              |  |                   |

Wielerploegen van Ron Kiefel
Alvis · Anderson · Andreu · Bauer · Bishop · Carter · Dahlberg · Hampsten · Harper · Kiefel · Lauritzen · McKinley · Roll · Tomac · Walton · Yates · Zimmermann
Alvis · Anderson · Andreu · Armstrong · Baker · Bauer · Bay · Bishop · Dernies · Hampsten · Kiefel · Larsen · Lauritzen · Moens · Schur · Sciandri · Stenersen · Walton · Yates · Zanoli · Zimmermann